# Alyssum gevgelicense
Alyssum gevgelicense là một loài thực vật có hoa trong họ Cải. Loài này được Micevski mô tả khoa học đầu tiên năm 1994.